# Muhammad IX di Granada
Abū ʿAbd Allāh Muḥammad IX al-Ghālib bi-llāh, detto al-Aysar (il Mancino) (in arabo "أبو عبد الله الأيسر ﻫﺤﻤﺪ بن نصر "الغالب ﺑالله‎?; 1396 – 1453), è stato il quindicesimo sultano nasride del Sultanato di Granada.
Era un nipote di Muḥammad V al-Ghānī, suo padre non regnò mai. Succedette a Muḥammad VIII al-Mutamassik. Il suo regno fu particolarmente caotico e venne interrotto per tre volte.

## Biografia
Il suo regno sarà caratterizzato dalla lotta tra vari clan e vari interventi della Castiglia.
Durante il suo regno il re di Castiglia fu Giovanni II, che ebbe la reputazione di essere stato uno dei più deboli e meno capaci re della storia del Regno di Castiglia. Sotto il suo regno, la Castiglia non costituì mai una minaccia militare per il Sultanato di Granada, ma riuscì comunque a creare disordine e scatenare rivalità tra i vari clan e le varie fazioni del Sultanato.
In Aragona regnava Alfonso V, che preferì concentrare le sue attenzioni su territori italiani quali Napoli, la Sardegna e la Sicilia.
La situazione interna del Sultanato di Granada divenne precaria dopo la morte di Yūsuf III, avvenuta il 9 novembre del 1417, gli succedette al trono il figlio maggiore Muḥammad VIII che aveva solo sei anni. Il potere reale fu gestito da ʿAlī al-Amīn, visir del precedente sultano, del clan dei Banū Egas ("Bannigas"). Una famiglia araba rivale, i Banū Sarrāj  ("Abencerrages"),  iniziò a giocare un ruolo chiave nella vita politica del regno nasride.
Gli Abencerages, che erano i governatori di Guadix e Íllora, sollevarono il popolo contro l'autorità del visir ʿAlī al-Amīn, convocarono inoltre le autorità religiose alla grande moschea di Granada, chiedendo loro di dichiarare illegittimo il governo del giovanissimo Muḥammad VIII.

### Primo regno (1419 - 1427)
Gli Abencerages riuscirono quindi a mettere sul trono Muḥammad IX. Il popolo di Granada soprannominò il nuovo sovrano "al-Aysar" (il Mancino). Il suo primo regno durò otto anni, un periodo che fu relativamente tranquillo.
Al-Aysar offrì un rinnovo della precedente tregua che stava per scadere alla Castiglia. Data la difficile situazione interna castigliana, re Giovanni II accettò l'offerta del sultano. L'11 giugno 1426, a Ocaña venne firmato un trattato che comprendeva anche una tregua di due anni. Inoltre, il trattato dichiarava che i mercanti di ambo i regni potevano passare liberamente nei due territori, siano stati essi cristiani, musulmani o ebrei.
Muḥammad IX al-Aysar, una volta preso il potere, mise il governo nelle mani del visir Yūsuf ibn al-Sarrāj. La preferenza che il sultano dette a questa famiglia e il disprezzo con cui a volte  trattò il resto della nobiltà granadina contribuì ad aumentare il numero dei suoi nemici. Crebbe in particolar modo il numero dei legittimisti che volevano rimettere sul trono il deposto Muḥammad VIII. Questo gruppo costituiva un potente partito capeggiato da Riḍwān Bannigas. Crebbe anche il malcontento nella popolazione a causa delle tasse elevate richieste dal sultano per poter pagare i tributi alla Castiglia.
Nel gennaio 1427 tutto questo malcontento scaturì in una rivolta popolare. Muḥammad IX al-Aysar fuggì ad Orano, in Ifriqiya, trovando rifugio presso il sultano hafside Abū Fāris ʿAbd al-ʿAzīz II.
Muḥammad VIII al-Mutamassik venne liberato e riebbe il trono.

### Primo interregno
In Ifriqiya, Muḥammad al-Aysar ottenne il sostegno del sultano Abū Fāris ʿAbd al-ʿAzīz II, ricevendo soldati e armi, al contempo gli alleati granadini di Muḥammad al-Aysar, gli Abencerages, cercarono il sostegno di Giovanni II. Questo complotto venne scoperto. Riḍwān Bannigas incarcerò i cospiratori più importanti. Yūsuf ibn al-Sarrāj fuggì in Castiglia in cerca dell'aiuto di Giovanni II, che accettò di aiutare Muḥammad al-Aysar e inviò un'ambasciata ad Abū Fāris. Poco dopo l'ambasciatore tornò accompagnato da Muḥammad al-Aysar e cinquecento uomini.
La notizia dello sbarco di Muḥammad al-Aysar a Vera si diffuse rapidamente in tutto il Sultanato di Granada. Almería si arrese ad al-Aysar senza combattere. Muḥammad al-Mutamassik preparò il suo esercito. I due schieramenti si incontrarono nei pressi di Guadix. Ma l'esercito di Muḥammad al-Mutamassik si scompose quando vide l'esercito nemico e si rifugiò a Granada. Muḥammad al-Aysar marciò verso la capitale, conquistandone la medina e l'Albayzín, ponendo sotto assedio la fortezza dove si era asserragliato Muḥammad VIII. Nel frattempo, Malaga, Ronda, Gibilterra e quasi tutte le città del Sultanato vennero conquistate dagli uomini di Muḥammad al-Aysar. Verso la fine del 1429, Muḥammad VIII al-Mutamassik si arrese, facendo appello alla clemenza del vincitore, venne quindi imprigionato a Salobreña.
Muḥammad IX al-Aysar temeva una nuova cospirazione contro di lui che rimettesse Muḥammad VIII al-Mutamassik sul trono. Gli Abencerrages ripresero il potere e intrapresero una violenta persecuzione contro i loro avversari politici, in particolare modo contro la famiglia Bannigas, i cui membri dovettero fuggire o nascondersi fino a quando non fosse arrivato il momento opportuno per una nuova ribellione. Verso la fine di marzo del 1431, Muḥammad al-Aysar prese l'infelice decisione di far uccidere il suo rivale.

### Secondo regno

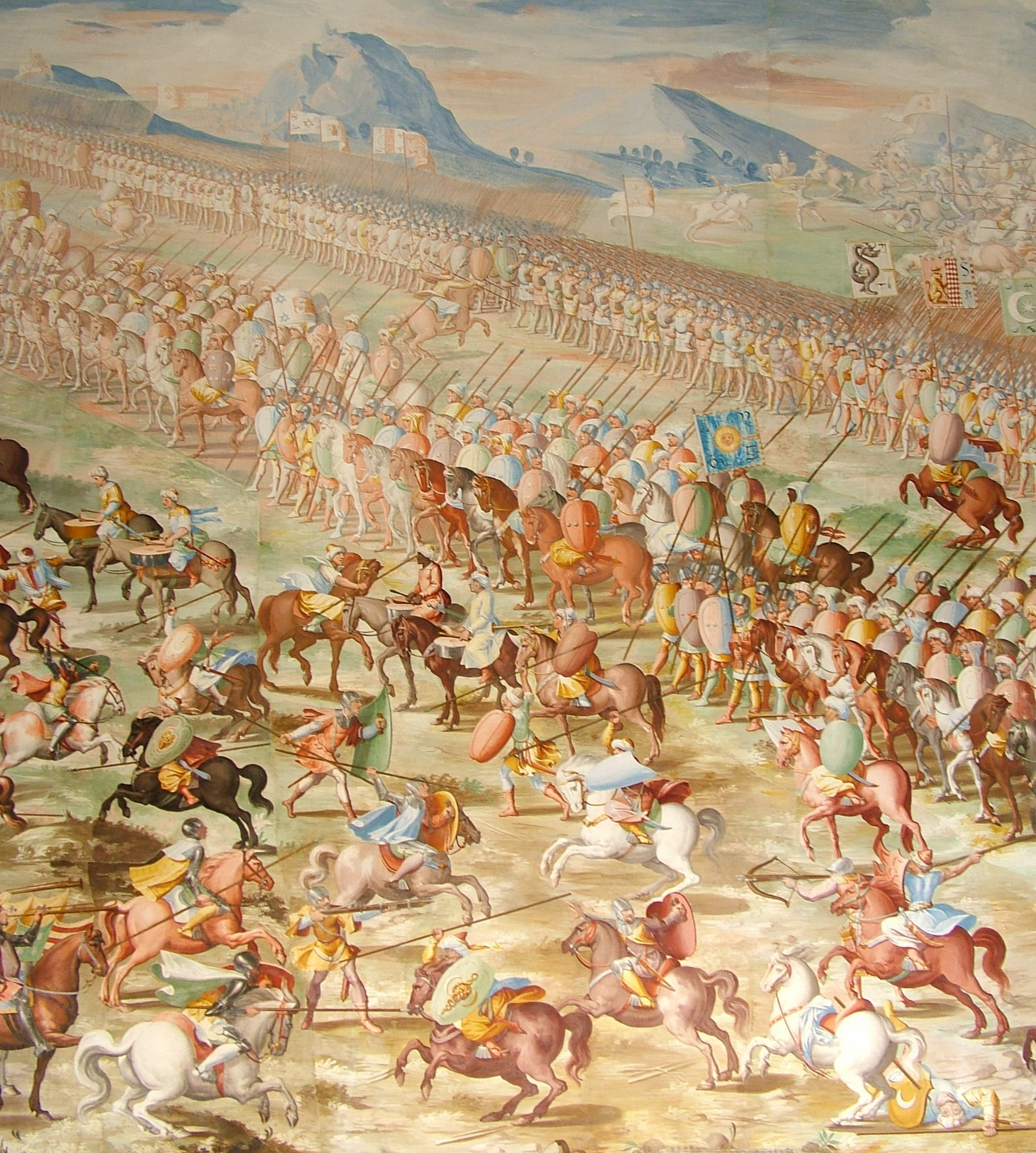
Miniatura raffigurante i soldati ebrei nell'esercito di Muḥammad IX al-Aysar durante la battaglia di La Higueruela.

Riḍwān Bannigas, capo della fazione legittimista che aveva sempre sostenuto Muḥammad VIII al-Mutamassik, iniziò a cercare un nuovo pretendente al trono per rovesciare Muḥammad IX al-Aysar. Al posto di sostenere i nipoti di Yūsuf II, come Yūsuf ibn Yūsuf o Saʿd al-Mustaʿīn ibn Yūsuf ibn Naṣr, che erano i candidati alla successione più legittimi, Riḍwān Bannigas preferì sostenere un fratello di al-Aysar, nipote dell'usurpatore Muḥammad VI al-Aḥmar, vale a dire Yūsuf ibn al-Mawl  (nelle cronache castigliane chiamato "Abenalmao"). Ibn al-Mawl ottenne il sostegno anche dei due figli di Yūsuf II.
I cospiratori si incontrarono nel palazzo di Yūsuf ibn al-Mawl a Granada, dove decisero di chiedere aiuto a Giovanni II. Riḍwān Bannigas lasciò Granada nel maggio del 1431, raggiungendo Cordova. Riḍwān disse ai castigliani che avrebbero potuto attaccare direttamente Granada, assicurando loro che la popolazione gli avrebbe ben accolti, così avrebbero potuto mettere sul trono Yūsuf ibn al-Mawl. Giovanni II disse a Riḍwān Bannigas che accettava di aiutarli.
Il 3 giugno del 1431, Giovanni II pubblicò una bolla pontificia di papa Martino V, che proclamava una nuova crociata. L'esercito crociato attraversò il confine e invase il Sultanato di Granada. Muḥammad IX al-Aysar inviò delle piccole squadre a molestare i Castigliani. Il giorno successivo, Riḍwān Bannigas e Yūsuf ibn al-Mawl lasciarono Granada per incontrare Giovanni II. Quest'ultimo, invece di riconoscere Yūsuf come legittimo sovrano del Sultanato di Granada e vassallo del Regno di Castiglia, semplicemente gli offrì la sua ospitalità.
Muḥammad IX al-Aysar affidò il comando dell'esercito al nipote  Muḥammad al-Aḥnaf, nelle cronache castigliane chiamato "El Cojo" (lo zoppo), che era uno dei suoi migliori comandanti militari. Il 1º luglio del 1431 ci fu la battaglia di La Higueruela tra le truppe di Giovanni II di Castiglia guidate da Álvaro de Luna e le truppe Muḥammad El Cojo. La battaglia si concluse con una vittoria tattica castigliana.
L'esercito crociato non conquistò nulla, e Giovanni II si ritirò a Cordova assieme a Riḍwān Bannigas e Yūsuf ibn al-Mawl. Yūsuf ibn al-Mawl venne considerato dalla Castiglia il legittimo sultano del Sultanato di Granada, e si trasferì  a Cordova. Giovanni II, pur non riuscendo a conquistare nulla, destabilizzò il Sultanato Granada.

### Secondo interregno
Yūsuf ibn al-Mawl riuscì a prendere per un brevissimo tempo il potere, nel 1431, grazie all'aiuto di Giovanni II.
Nel febbraio del 1432, il luogotenente di al-Aysar che aveva guidato le truppe sultanali nella battaglia di La Higueruela, il principe nasride Muḥammad al-Ahnaf ("El Cojo"), riuscì a respingere le truppe castigliane mandate in soccorso a Yūsuf IV, costringendo alla fuga lo stesso Yūsuf.

### Terzo regno
Dopo la cacciata di Yūsuf IV, Muḥammad al-Aysar riprese il potere.
Nel 1434 Giovanni II di Castiglia conquistò Castellar de la Frontera e assediò Álora.
Fino al 1439 ci furono molte battaglie tra Castigliani e Granadini. Muḥammad al-Aysar riuscì a stipulare una tregua.

### Terzo interregno
Il 1445 vide la guerra civile tra Muḥammad IX al-Aysar e due dei suoi nipoti, Yūsuf V e Muḥammad X al-Aḥnaf (quello che fu in passato il suo più fidato generale). Quest'ultimo era il governatore di Almería dal 1432.
Muḥammad X al-Aḥnaf riuscì a prendere il potere dal gennaio al giugno del 1445, dopodiché, a causa dei complotti della Castiglia e delle varie fazioni granadine dovette lasciare il trono ad Abū l-Ḥajjāj Yūsuf V.
Muḥammad X al-Aḥnaf riuscì a deporre Yūsuf V e tornò al potere nel gennaio del 1446.
Verso la fine del 1447 e l'inizio 1448 Muḥammad IX al-Aysar riconquistò il trono e ordinò l'esecuzione di Muḥammad X al-Aḥnaf.

### Quarto regno
Muḥammad al-Aysar riprese quindi il potere per la quarta volta. Per assicurare la successione alla sua prole, fece sposare una sua figlia con un figlio del defunto Muḥammad al-VIII al-Mutamassik, Muḥammad XI (chiamato "El Chiquito" nelle cronache castigliane), designandolo suo successore. Questa scelta venne contestata dai Banū Sarrāj ("Abencerages"), che preferivano Saʿd al-Mustaʿīn, nipote di Yūsuf II di Granada.
Durante questo periodo Muḥammad al-Aysar vinse alcune battaglie contro i Castigliani.
Nel 1445 attaccò Villamartín e altri centri della provincia di Cadice.
Nel 1451 riconquistò Jimena de la Frontera.
Nel 1452 attaccò di nuovo Villamartín.
Nel 1454, Enrico IV di Castiglia succedette al padre Giovanni II. Enrico IV continuò la stessa politica del padre, atta a tentare di destabilizzare il Sultanato di Granada.
Muḥammad IX al-Aysar morì nel 1453 e gli succedette sul trono Muḥammad XI ("El Chiquito").